# Pelarco
Pelarco é uma comuna da província de Talca, localizada na Região de Maule, Chile. Possui uma área de 331,5 km² e uma população de 7.266 habitantes (2002).